# Понтикокастро
Понтикокастро (греч. Ποντικόκαστρο; Бовуар, фр. Beauvoir; итал. Belveder; лат. Bellovidere или Pulchrumvidere) — византийский замок в Айос-Андреасе вблизи малого города Катаколон на полуострове Пелопоннес в Греции.

## Этимология
Понтикокастро, «замок Понтикона» — это относительно недавнее название. Высказывались различные мнения по поводу этого названия, причем некоторые утверждали, что Понтикон происходит от др.-греч. πόντος — «море», из-за его вида на Ионическое море. Другие утверждают, что это происходит из-за сходства замка по форме на мышь (ποντικός). Наиболее вероятной считается точка зрения фольклориста Диноса Психогиоса, что название произошло от искаженного лат. fonticum, означающего склад, поскольку замок использовался в качестве хранилища для урожая пшеницы и других продуктов.

## История
Крепость Понтикокастро является одним из старейших византийских замков в Греции. Он расположен в северной части залива Ихтис, в 100 метрах от берега, и построен на руинах акрополя древней Феи, датируемого 700 годом до н. э.
После Четвертого крестового похода замок был завоеван франкскими крестоносцами, которые основали княжество Ахея около 1205 года. Он входил в состав княжеских владений Ахеи, и наряду с крепостью и княжеским монетным двором в Гларенце был одним из двух главных мест, откуда управлялась Элида.
Бовуар был пожалован в 1289 году Гуго, графу Бриеннскому, в обмен на половину его баронства Каритайна, но Гуго вскоре обменял ее с Джоном Шодероном на земли в Конверсано. Однако к 1303 году он вернулся под прямое княжеское управление. Во время попытки Фернандо Майоркского захватить княжество в 1315-16 годах Бовуар был захвачен и удерживался его войсками до тех пор, пока он не потерпел поражение и не погиб в битве при Маноладе.
Бовуар перестал играть важную роль и почти не упоминался в последующие периоды османского и венецианского владычества. В 1391 году он был захвачен Наваррской компанией, в 1427 году Константином Палеологом, а затем Фомой Палеологом. Он был сожжён турками в 1470 году.

## План крепости
Стены замка образуют вытянутый прямоугольник, в основном византийской постройки со следами франкского вмешательства. Он занимает площадь около 1 акра, 90 метров в длину и 55 метров в ширину. В северо-западном углу находится башня высотой 12 м и шириной 8 м с семнадцатью рядами полигональной и семью рядами прямоугольной кладки. Первые два ряда явно относятся к древнегреческим временам. В середине замка находится продолговатый резервуар, размером 5 метров с севера на юг, разделенный на две неравные части перегородкой, с четырьмя парами квадратных отверстий, через которые вытекала вода.